# Andrew Pyper
Pour les articles homonymes, voir Pyper.
Andrew Pyper, né le 4 janvier 1968 à Stratford (Ontario) et mort le 3 janvier 2025 à Toronto (Ontario), est un écrivain canadien, auteur de romans policiers.

## Biographie
Andrew Pyper est le benjamin de cinq enfants nés d'un père ophtalmologiste et d'une mère infirmière
Il fait des études supérieures à l'Université McGill, où il obtient un baccalauréat et une maîtrise en littérature anglaise, avant d'entreprendre d'étudier le droit à l'Université de Toronto. Pendant ses études, il commence à faire paraître des nouvelles dans plusieurs magazines littéraires. 
Il enseigne l'écriture créative à l'Université de Toronto et au Colorado College de Colorado Springs.
En 1999, il publie son premier roman Lost Girls, grâce auquel il est lauréat du prix Arthur-Ellis 2000 du meilleur premier roman. Avec The Demonologist, paru en 2013, il remporte le International Thriller Writers Awards (en) 2014 du meilleur roman.
Andrew Pyper meurt le 3 janvier 2025 à l'âge de 56 ans des suites de complications liées à un cancer.

## Œuvre

### Romans
- Lost Girls (1999) Publié en français sous le titre Lost Girls, Paris, Éditions de l'Archipel, 2011  (ISBN 978-2-8098-0571-0) ; réédition, Paris, Éditions Points, coll. « Points Thriller » no P2901, 2012  (ISBN 978-2-7578-2402-3)
- The Trade Mission (2002) (autre titre Dark Descent)
- The Wildfire Season (2005)
- The Killing Circle (2008) Publié en français sous le titre Le marchand de sable va passer, Paris, Éditions de l'Archipel, 2010  (ISBN 978-2-8098-0403-4) ; réédition, Paris, Éditions Points, coll. « Points Thriller » no P2650, 2011  (ISBN 978-2-7578-2379-8)
- The Guardians (2011)
- The Demonologist (2013) Publié en français sous le titre Le démonologue, Paris, Éditions de l'Archipel, 2016  (ISBN 978-2-8098-1888-8) ; réédition, Paris, Éditions Points, coll. « Points Thriller » no P4601, 2011  (ISBN 978-2-7578-6567-5)
- The Damned (2015)

### Recueil de nouvelles
- Kiss Me (1996)

### Novellas
- 1001 Names and Their Meanings (2012)
- The Author Shows a Little Kindness (2012)
- Breaking and Entering (2012)
- Call Roxanne (2012)
- Camp Sacred Heart (2012)
- Dime Bag Girl (2012)
- The Earliest Memory Exercise (2012)
- House of Mirrors (2012)
- If You Lived Here You'd Be Home By Now (2012)
- Magnificent (2012)
- Sausage Stew (2012)
- X-Ray (2012)

## Prix et distinctions

### Prix
- Prix Arthur-Ellis 2000 du meilleur premier roman pour Lost Girls[3]
- International Thriller Writers Awards (en) 2014 du meilleur roman pour The Demonologist[4]

### Nominations
- Prix Shamus 2001 du meilleur premier roman pour Lost Girls[5]
- John Creasey New Blood Dagger 2000 pour Lost Girls[6]